# Victor Alder
Victor Alder (* 30. Mai 1877 in Wien; † 15. April 1948 ebenda) war ein österreichischer Chemiker und Industrieller.

## Familie
Schon der Vater von Victor Alder Junior, Victor Alder Senior, hat sich mit der Herstellung von Zündkapseln beschäftigt, was seit dem Deutschen Krieg von 1866 mit der Einführung der Hinterlader zu einem ungeahnten Boom führte. Nachdem sein Vater Victor Alder Senior frühzeitig durch einen Jagdunfall 1896 ums Leben gekommen war, musste der Sohn direkt nach dem Studium die Firma übernehmen: die V. Alder Chemische Produkten- und Zündkapselfabrik in Wien X.
Mit seinem Schwager Ferdinand Hrdliczka, den Begründer von Herlango, und einer eigenständigen österreichischen Fotoindustrie verband Alder das Interesse an entsprechenden Produkten für diese Industrie.
Seine Schwester Helene Alder war verheiratet mit dem Holzindustriellen Max Hrdliczka in Bystřice pod Hostýnem.

## Ausbildung
Alder studierte an der Technischen Hochschule in Wien und hatte durch sein ganzes Berufsleben hindurch eine enge Verzahnung von Theorie, Experiment und Produktion.

## Berufsleben
Die schon angelaufene Vorbereitung für den Ersten Weltkrieg brachte Alder zur intensiven Beschäftigung mit moderner Spezialmunition, zu der er damals einige herausragende Innovationen beitrug. So wurde er zum Autor einiger Patente der Munitionstechnik (Nr. 8054, Nr. 64453, Nr. 84321, Nr. 8628, Nr. 92731, Nr. 93671), Die erste funktionierende Munition für das Inbrandschießen von Luftschiffen (Alder-B-Patrone) ist da ebenso zu nennen wie die von ihm erfundene Leuchtspurmunition. Auch Giftgase entwickelte er für den Ersten Weltkrieg. Um 1900 wurde in Österreich und Großbritannien das zivile Verfahren zur Erzeugung von Cyankalien entwickelt.
Bald schon wurde die Fläche im X. Bezirk zu klein und es wurde das neue Werksgelände in Wien Oberlaa bezogen. Für die Entwicklung der B-Patrone wurde Alder 1917 in den erblichen Adelsstand erhoben.
Im zusätzlichen Produktionsstandort in Ungarn in Lajta Ujfalu, heute Neufeld an der Leitha, wurde eine Straße nach ihm benannt.

## Politisches
In der Zeit nach der Auflösung der Donaumonarchie kaufte er die verstreuten Munitionsindustrien des zerteilten Reiches während der Hyperinflation auf, um für die Rückkehr der Habsburger bereit zu stehen. Das prominenteste Beispiel diesbezüglich war die Beteiligung an der Wöllersdorf Werke AG nahe Wiener Neustadt.
Gegen Alders Beteiligungspolitik wurde in den 1920er-Jahren seitens des Völkerbundes Front gemacht, sodass er manches wieder verkaufen musste. Die Rüstungsmaschinen behielt er und lagerte er in Oberlaa ein. Er vollbrachte das politische Kunststück, diese Maschinen im Zweiten Weltkrieg nicht laufen zu lassen, da er seinen Eid auf das Haus Habsburg geschworen hatte.